# マンニトールデヒドロゲナーゼ
マンニトールデヒドロゲナーゼ（mannitol dehydrogenase, MTD）は、次の化学反応を触媒する酸化還元酵素である。
D-マンニトール + NAD+ {\displaystyle \rightleftharpoons } D-マンノース + NADH + H+
反応式の通り、この酵素の基質はD-マンニトールとNAD+、生成物はD-マンノースとNADHとH+である。
組織名はmannitol:NAD+ 1-oxidoreductaseで、別名にNAD+-dependent mannitol dehydrogenaseがある。